# SC Freiburg (Frauenfußball)
Die Frauenfußball-Abteilung des SC Freiburg besteht seit 1975 und umfasst vier Mannschaften. Die erste Mannschaft spielt seit dem Jahr 2011 wieder in der Bundesliga. Die zweite Mannschaft stieg in der Saison 2024/25 aus der 2. Frauen-Bundesliga ab. Darüber hinaus gibt es eine B-Juniorinnen-Mannschaft (U17) und eine C-Juniorinnen-Mannschaft (U15).

## Geschichte
Eine Frauenfußball-Abteilung wurde erstmals im Jahr 1975 ins Leben gerufen. Vorausgegangen war der Vereinswechsel der Spielerinnen der SpVgg Wiehre 04, in der abgelaufenen Spielzeit noch Gewinner der Meisterschaft im Regionalverband Südbaden. Erste Abteilungsleiterin wurde Doris Klein, die als Spielführerin von Wiehre zuvor auch den möglichen Übertritt ihrer Mannschaft beim damaligen Freiburger Präsidenten Achim Stocker angefragt hatte. Zunächst spielte man auf Bezirksebene, ab 1978 gehörte man dann der neu gegründeten Damenliga an. Die Mannschaft wurde fünfmal südbadischer Meister, kam in der Endrunde um die deutsche Meisterschaft allerdings nie über das Viertelfinale hinaus. Bedingt durch den Wechsel eines Großteils der Mannschaft zurück zur SpVgg Wiehre, die sich ihrerseits für die Damenliga qualifiziert hatte, wurde die Abteilung 1985 aufgelöst. Als der Vorstand der Spielvereinigung sechs Jahre später bereits vor Beginn der Aufstiegsrunde zur Bundesliga, für die man sich qualifiziert hatte, den Verzicht auf einen möglichen Aufstieg bekannt gab, wechselten die Spielerinnen von Wiehre abermals zum SC, der am 1. Juli 1991 seine Frauen- und Mädchenfußball-Abteilung neu gründete.
Nach mehreren vergeblichen Anläufen gelang 1998 der Sprung in die Bundesliga, doch konnte die Klasse dort nicht gehalten werden. Zwei Jahre später schaffte man den Wiederaufstieg. Seitdem konnten sich die SC-Frauen in der Bundesliga etablieren und belegten in der Regel sichere Mittelfeldplätze. 2002 wurde die deutsche U-19-Nationalmannschaft mit der Freiburgerin Alexandra Stegmann Europameister, 2004 mit der Freiburgerin Melanie Behringer Weltmeister, 2006 mit der Freiburgerin Juliane Maier und 2007 mit Susanne Hartel wieder Europameister. 2007 wurde Melanie Behringer mit der deutschen A-Nationalmannschaft Weltmeisterin. Am Ende der Saison 2009/10 stiegen die Sport-Club-Frauen mit nur vier Siegen aus 22 Partien und drei Punkten Rückstand in die Zweite Bundesliga ab. In der folgenden Spielzeit der 2. Bundesliga Süd war der direkte Wiederaufstieg bereits nach dem 19. Spieltag und dem 18. Saisonsieg sicher.
In der Folge gelang es den Freiburgerinnen erneut sich in der Bundesliga zu etablieren, wobei sie viermal nacheinander einen soliden Mittelfeldplatz erreichten. Nach zwei vierten Plätzen in den beiden vorangegangenen Spielzeiten wurde die Saison 2017/18 schließlich auf Rang drei beendet, was die bisher beste Platzierung in der Geschichte darstellt. In der Folgesaison gelang der Einzug ins Finale des DFB-Pokals, wo man dem VfL Wolfsburg mit 0:1 unterlag.
Nach mehreren Platzierungen im Mittelfeld der Tabelle erreichte das Team in der Saison 2022/23 unter der neuen Trainerin Theresa Merk erneut das Pokalfinale, wo man dem VfL Wolfsburg mit 1:4 unterlag. Im Eröffnungsspiel der Saison 2023/24 gegen den FC Bayern München setzte der Sport-Club mit 13.234 Zuschauern einen neuen vereinsinternen Rekord.
Ende März 2025 wurde bekannt, dass Theresa Merk den Trainerposten zum Ende der Saison 2024/25 abgibt.

## Stadien
Von der Saison 2000/01 an spielte die Mannschaft im Stadion am Bergmattenhof in Sexau und ab der Saison 2006/07 zwei Jahre im Freiburger Weststadion. Zur Saison 2008/09 zog man in das vereinseigene Möslestadion um, das das viertkleinste Stadion der Frauen-Bundesliga war. Als Trainingsstätte diente bis Februar 2022 das Schönbergstadion des SV Blau-Weiß Wiehre Freiburg; die zweite Frauenmannschaft (U-20), die U-17-Juniorinnen und die U-15-Juniorinnen tragen hier ihre Heimspiele aus. Die U-20 wich in den Zweitligasaisons 2022/23 und 2024/25 in das Möslestadion aus.
Seit der Saison 2021/22 spielt und trainiert die erste Mannschaft im Dreisamstadion. Der Sport-Club plant langfristig, auch die Juniorinnenabteilungen in das Dreisamstadion zu verlagern.

## Personalien

### Kader der Saison 2025/26
(Stand: 12. August 2025)
| 01 | Laura Benkarth   | Deutschland |
| 32 | Sarah-Lisa Dübel | Deutschland |
| 33 | Rebecca Adamczyk | Deutschland |

| 02 | Lisa Karl                | Deutschland |
| 03 | Alina Axtmann            | Deutschland |
| 05 | Julia Stierli            | Schweiz     |
| 12 | Ally Gudorf              | Deutschland |
| 16 | Greta Stegemann          | Deutschland |
| 18 | Mia-Lena Maas            | Deutschland |
| 19 | Nia Szenk                | Deutschland |
| 24 | Ingibjörg Sigurðardóttir | Island      |

| 04 | Meret Felde       | Deutschland |
| 06 | Nicole Ojukwu     | Osterreich  |
| 07 | Tessa Blumenberg  | Deutschland |
| 08 | Alena Bienz       | Schweiz     |
| 10 | Selina Vobian     | Deutschland |
| 15 | Maj Schneider     | Deutschland |
| 27 | Sophie Nachtigall | Deutschland |

| 09 | Svenja Fölmli   | Schweiz     |
| 17 | Aurélie Csillag | Schweiz     |
| 20 | Leela Egli      | Schweiz     |
| 22 | Lisa Kolb       | Osterreich  |
| 23 | Luca Birkholz   | Deutschland |
| 31 | Nora Scherer    | Deutschland |

| Trainer | Funktionsteam |
| --- | --- |
| Cheftrainer Edmond Kapllani Co-Trainer Nico Schneck Sebastian Grunert Verbindungstrainer Sandrino Braun-Schumacher Torwarttrainer Dominik Bergdorf Athletiktrainer Tobias Galli | Mannschaftsärzte Lisa Bode, Markus Siegel Physiotherapeut Nils Afflerbach Teambetreuerin Silke Heckel Datenanalyst Daniel Streif Teammanagerin Annika Miller Sportlicher Leiter André Malinowski Abteilungsleiterin Birgit Bauer-Schick |

### Zu- und Abgänge zur Saison 2025/26
Stand: 12. August 2025
| Zugänge     | Zugänge                  | Zugänge               | Zugänge          |
| Nat.        | Name                     | abgebender Verein     | Transferperiode  |
| ----------- | ------------------------ | --------------------- | ---------------- |
| Deutschland | Laura Benkarth           | Olympique Lyon        | Sommerpause 2025 |
| Schweiz     | Alena Bienz              | 1. FC Köln            | Sommerpause 2025 |
| Deutschland | Luca Birkholz            | FC Carl Zeiss Jena    | Sommerpause 2025 |
| Schweiz     | Aurélie Csillag          | FC Basel              | Sommerpause 2025 |
| Deutschland | Sarah-Lisa Dübel         | SPG Altach/Vorderland | Sommerpause 2025 |
| Deutschland | Mia-Lena Maas            | SC Freiburg II        | Sommerpause 2025 |
| Deutschland | Sophie Nachtigall        | Eintracht Frankfurt   | Sommerpause 2025 |
| Deutschland | Nora Scherer             | SC Freiburg II        | Sommerpause 2025 |
| Island      | Ingibjörg Sigurðardóttir | Brøndby IF            | August 2025      |

| Abgänge                           | Abgänge             | Abgänge             | Abgänge         |
| Nat.                              | Name                | aufnehmender Verein | Transferperiode |
| --------------------------------- | ------------------- | ------------------- | --------------- |
| Deutschland                       | Rafaela Borggräfe   | FC Liverpool        | Sommer 2025     |
| Osterreich Vereinigtes Konigreich | Eileen Campbell     | 1. FC Union Berlin  | Sommer 2025     |
| Vereinigte Staaten                | Annie Karich        | Boston Legacy FC    | Sommer 2025     |
| Deutschland                       | Julia Kassen        | FC Carl Zeiss Jena  | Sommer 2025     |
| Deutschland Turkei                | Hasret Kayikçi      | Karriereende        | Sommer 2025     |
| Deutschland                       | Lena Nuding         | Karriereende        | Sommer 2025     |
| Osterreich                        | Annabel Schasching  | RB Leipzig          | Sommer 2025     |
| Deutschland                       | Samantha Steuerwald | 1. FC Union Berlin  | Sommer 2025     |
| Deutschland                       | Cora Zicai          | VfL Wolfsburg       | Sommer 2025     |

### Ehemalige Spielerinnen (Auswahl)
- Caroline Abbé
- Sylvia Arnold
- Verena Aschauer
- Sharon Beck
- Melanie Behringer
- Rafaela Borggräfe
- Katja Bornschein
- Kerstin Boschert
- Marisa Brunner
- Klara Bühl
- Jenista Clark
- Sara Däbritz
- Nadine Enoch
- Verena Faißt
- Kim Fellhauer
- Merle Frohms
- Margarita Gidion
- Laura Giuliani
- Rahel Graf
- Giulia Gwinn
- Jeanne Haag
- Susanne Hartel
- Anja Maike Hegenauer
- Carmen Höfflin
- Giovanna Hoffmann
- Chioma Igwe
- Merza Julević
- Christine Kaltenbach
- Hasret Kayikçi
- Virginia Kirchberger
- Valeria Kleiner
- Rebecca Knaak
- Maria Korenčiová
- Myriam Krüger
- Alexandra Kury
- Havva Kutal
- Jobina Lahr
- Melanie Leupolz
- Karine Levy
- Lena Lotzen
- Lina Magull
- Juliane Maier
- Valerie Maillard
- Marina Makanza
- Shekiera Martinez
- Ashley McGhee
- Erëleta Memeti
- Isabelle Meyer
- Janina Minge
- Martina Moser
- Marie Müller
- Selina Nowak
- Lena Nuding
- Ines Österle
- Fiona O’Sullivan
- Lena Petermann
- Sarah Puntigam
- Essi Sainio
- Clara Schöne
- Alexandra Schwald
- Julia Šimić
- Carolin Simon
- Nicole Söder
- Sandra Starke
- Alexandra Stegmann
- Samantha Steuerwald
- Alena Thom
- Desiree van Lunteren
- Petra Vidmar
- Selina Wagner
- Stéphanie Wendlinger
- Luisa Wensing
- Cinzia Zehnder
- Cora Zicai
- Julia Zirnstein

## Trainer
| Zeitraum                               | Name                   |
| 1. Juli 1999 – 30. Juni 2003           | Michael Bellert        |
| 1. Juli 2003 – 30. Juni 2005           | Thomas Reger           |
| 1. Juli 2005 – 31. Oktober 2007        | Dietmar Sehrig         |
| 1. November 2007 – 31. Dezember 2007   | Thomas Schweizer       |
| 1. Januar 2008 – 5. September 2008     | Alexander Fischinger   |
| 6. September 2008 – 21. September 2008 | Michael Haas           |
| 22. September 2008 – 17. November 2009 | Günter Rommel          |
| 18. November 2009 – 30. Juni 2010      | Edgar Beck             |
| 1. Juli 2010 – 30. Juni 2013           | Milorad Pilipović      |
| 1. Juli 2013 – 30. Juni 2015           | Dietmar Sehrig         |
| 1. Juli 2015 – 30. Juni 2019           | Jens Scheuer           |
| 1. Juli 2019 – 30. Juni 2022           | Daniel Kraus           |
| 1. Juli 2022 – 30. Juni 2025           | Theresa Merk           |
| Juli 2024 – Dezember 2024              | Nico Schneck (interim) |
| 1. Juli 2025 –                         | Edmond Kapllani        |

## Statistik und Erfolge

### Ligaplatzierungen
| Saison | Liga                       | Platz | S  | U | N  | Tore  | Punkte | DFB-Pokal          | Erfolgreichste Torschützin                                                  | Zuschauerschnitt |
| --- | -------------------------- | ----- | -- | - | -- | ----- | ------ | ------------------ | --------------------------------------------------------------------------- | ---------------- |
| 1990/91 | Verbandsliga Südbaden      | 1.    |    |   |    | 39:13 | 29:7   | nicht qualifiziert |                                                                             |                  |
| 1991/92 | Bezirksliga                | 1.    | 20 | 0 | 0  | 151:1 | 40:0   | nicht qualifiziert |                                                                             |                  |
| 1992/93 | Verbandsliga Südbaden      | 1.    |    |   |    | 58:7  | 33:3   | nicht qualifiziert |                                                                             |                  |
| 1993/94 | Verbandsliga Südbaden      | 1.    | 17 | 1 | 0  | 95:7  | 35:1   | nicht qualifiziert |                                                                             |                  |
| 1994/95 | Verbandsliga Südbaden      | 1.    |    |   |    | 61:18 | 28:4   | nicht qualifiziert |                                                                             |                  |
| 1995/96 | Verbandsliga Südbaden      | 2.    |    |   |    | 63:34 | 37     | 1. Runde           |                                                                             |                  |
| 1996/97 | Oberliga Baden-Württemberg | 1.    |    |   |    | 57:11 | 43     | nicht qualifiziert |                                                                             |                  |
| 1997/98 | Oberliga Baden-Württemberg | 1.    | 20 | 3 | 1  | 84:25 | 63     | 2. Runde           |                                                                             |                  |
| 1998/99 | Bundesliga                 | 11.   | 2  | 5 | 15 | 18:58 | 11     | Achtelfinale       | Sylvie Klopfenstein, Alexandra Kury (je 5)                                  | 190              |
| 1999/00 | Oberliga Baden-Württemberg | 1.    | 18 | 4 | 0  | 81:23 | 60     | 1. Runde           |                                                                             |                  |
| 2000/01 | Regionalliga Süd           | 1.    | 15 | 2 | 1  | 67:11 | 47     | Achtelfinale       |                                                                             |                  |
| 2001/02 | Bundesliga                 | 6.    | 11 | 2 | 9  | 30:34 | 35     | Viertelfinale      | Christine Kaltenbach (6)                                                    | 377              |
| 2002/03 | Bundesliga                 | 8.    | 6  | 6 | 10 | 33:43 | 24     | Viertelfinale      | Katja Bornschein (7)                                                        | 302              |
| 2003/04 | Bundesliga                 | 10.   | 5  | 5 | 12 | 34:51 | 20     | Viertelfinale      | Karine Levy, Valerie Maillard (je 9)                                        | 279              |
| 2004/05 | Bundesliga                 | 8.    | 7  | 2 | 13 | 30:56 | 23     | Halbfinale         | Melanie Behringer, Katja Bornschein (je 7)                                  | 290              |
| 2005/06 | Bundesliga                 | 7.    | 9  | 5 | 8  | 45:48 | 29     | 2. Runde           | Havva Kutal (7)                                                             | 447              |
| 2006/07 | Bundesliga                 | 10.   | 8  | 1 | 13 | 36:57 | 25     | Achtelfinale       | Juliane Maier, Sandra Schmidt (je 7)                                        | 595              |
| 2007/08 | Bundesliga                 | 8.    | 6  | 3 | 13 | 30:63 | 21     | Achtelfinale       | Melanie Behringer (7)                                                       | 521              |
| 2008/09 | Bundesliga                 | 7.    | 9  | 2 | 11 | 36:56 | 29     | Viertelfinale      | Susanne Hartel (12)                                                         | 733              |
| 2009/10 | Bundesliga                 | 11.   | 4  | 1 | 17 | 14:53 | 13     | Achtelfinale       | Juliane Maier (3)                                                           | 714              |
| 2010/11 | 2. Bundesliga              | 1.    | 20 | 0 | 2  | 80:8  | 60     | 2. Runde           | Isabelle Meyer (17)                                                         | –                |
| 2011/12 | Bundesliga                 | 8.    | 6  | 5 | 11 | 22:43 | 23     | Achtelfinale       | Essi Sainio (4)                                                             | 625              |
| 2012/13 | Bundesliga                 | 5.    | 9  | 5 | 8  | 33:31 | 32     | Halbfinale         | Juliane Maier (8)                                                           | 465              |
| 2013/14 | Bundesliga                 | 8.    | 7  | 4 | 11 | 39:42 | 25     | Halbfinale         | Fiona O’Sullivan (6)                                                        | 680              |
| 2014/15 | Bundesliga                 | 7.    | 7  | 2 | 13 | 34:62 | 23     | Halbfinale         | Sandra Starke (11)                                                          | 526              |
| 2015/16 | Bundesliga                 | 4.    | 9  | 5 | 8  | 38:24 | 32     | Halbfinale         | Hasret Kayikçi (8)                                                          | 914              |
| 2016/17 | Bundesliga                 | 4.    | 14 | 5 | 3  | 45:20 | 47     | Halbfinale         | Hasret Kayikçi (12)                                                         | 792              |
| 2017/18 | Bundesliga                 | 3.    | 15 | 3 | 4  | 50:15 | 48     | Viertelfinale      | Lina Magull (12)                                                            | 1020             |
| 2018/19 | Bundesliga                 | 7.    | 7  | 5 | 10 | 41:33 | 26     | Finale             | Giulia Gwinn (8)                                                            | 1043             |
| 2019/20 | Bundesliga                 | 7.    | 9  | 4 | 9  | 43:47 | 31     | Achtelfinale       | Klara Bühl (11)                                                             | 774              |
| 2020/21 | Bundesliga                 | 7.    | 9  | 3 | 10 | 30:35 | 30     | Halbfinale         | Hasret Kayikçi (5)                                                          | 68               |
| 2021/22 | Bundesliga                 | 6.    | 9  | 5 | 8  | 40:31 | 32     | Achtelfinale       | Hasret Kayikçi (11)                                                         | 740              |
| 2022/23 | Bundesliga                 | 6.    | 7  | 3 | 12 | 36:47 | 24     | Finale             | Janina Minge (9)                                                            | 2357             |
| 2023/24 | Bundesliga                 | 9.    | 6  | 6 | 10 | 26:44 | 24     | Achtelfinale       | Eileen Campbell Svenja Fölmli Hasret Kayikçi Janina Minge Cora Zicai (je 3) | 3571             |
| 2024/25 | Bundesliga                 | 5.    | 11 | 5 | 6  | 34:31 | 38     | Achtelfinale       | Cora Zicai (8)                                                              | 2975             |
| Anmerkung: Grün unterlegte Spielzeiten kennzeichnen einen Aufstieg, rot unterlegte Spielzeiten einen Abstieg. |                            |       |    |   |    |       |        |                    |                                                                             |                  |

### Erfolge
- DFB-Pokal-Finalist 2019, 2023
- Aufstieg in die Frauen-Bundesliga 1998, 2001, 2011
- Meister der 2. Bundesliga Süd 2011
- Meister der Regionalliga Süd 2001
- Meister der Oberliga Baden-Württemberg 1997, 1998, 2000
- Südbadischer Meister 1977, 1978, 1979, 1980, 1981, 1982, 1984, 1993, 1994, 1995 (10)[25]
- Südbadischer Pokalsieger 1981, 1984, 1995, 1998, 2000, 2001 (6)[25]